# Mario Chirino
Mario Luis Chirino Jiménez, oft auch fälschlich unter Mario Chirinos geführt, ist ein ehemaliger chilenischer Fußballspieler auf der Position eines Abwehrspielers und späterer -trainer.

## Karriere

### Spieler
Mario Chirino begann seine Profikarriere 1971 bei Deportes La Serena und spielte bis 1975 bei dem Klub. Nach zwei Jahren bei Universidad de Chile stand der Verteidiger eine Saison bei den Rangers de Talca unter Vertrag. Seine Karriere ließ Chirino beim CD Ferroviarios und bei LD Estudiantil in Ecuadors zweiter Liga ausklingen.

### Trainer
Nach seiner aktiven Fußballkarriere war Chirino hauptsächlich bei Coquimbo Unido als Jugendtrainer tätig. 1988 war er Cheftrainer des Profiteams und übernahm dieses interimsweise nochmal 2005 in der Primera División und 2008 in der Primera B.